# Jeen-Yuhs
jeen-yuhs: A Kanye Trilogy, ou apenas jeen-yuhs é um documentário estadunidense de 2022, dirigido por Coodie Simons e Chike Ozah sobre o rapper, compositor, produtor musical e estilista Kanye West e, em menor proporção, Coodie Simons.

## Indicações
Recebeu indicação para Melhor Documentário Musical no MTV Movie & TV Awards de 2022 e Melhor Documentário ou Série de Não-ficção no Prémios Emmy do Primetime de 2022.

## Produção
Em 6 de maio de 2021, foi anunciado que a Netflix havia adquirido um documentário sobre Kanye West com imagens de arquivo inéditas das últimas duas décadas, incluindo sua carreira na música e na moda; a morte de sua mãe, Donda West; e sua campanha presidencial malsucedida em 2020.
A Variety informou que a Netflix adquiriu o documentário por cerca de 30 milhões de dólares. Em 25 de setembro de 2021, a Netflix revelou que o documentário seria intitulado Jeen-Yuhs e lançado em 2022.

## Lançamento
Dividido em três atos, seu primeiro episódio, "VISION", estreou no Festival Sundance de Cinema de 2022, em 23 de janeiro. Ele também teve um lançamento teatral limitado por uma noite, em 10 de fevereiro de 2022, no décimo oitavo aniversário do álbum de estréia de West, The College Dropout de 2004. "VISION" estreou na Netflix em 16 de fevereiro de 2022 e os episódios seguintes, "PURPOSE" e "AWAKENING", foram lançados em intervalos semanais, em 23 de fevereiro e 2 de março de 2022, respectivamente.

## Recepção da crítica
Jeen-Yuhs foi recebido com uma recepção positiva dos críticos. Ele detém uma pontuação crítica positiva de 86% no Rotten Tomatoes com base em 56 críticos, e uma pontuação média ponderada "geralmente favorável" de 71 no Metacritic, com base em 24 críticas. Vários artistas musicais foram ao Twitter para dar opiniões favoráveis sobre o documentário, incluindo Juicy J, J. Cole, Key Glock, Noname, Russ, SZA, Wale, entre outros. A atenção do documentário fez com que o álbum de estreia de West voltasse a figurar na Billboard 200, chegando ao 18º lugar.